# فقر الدم المعتمد على نقل الدم

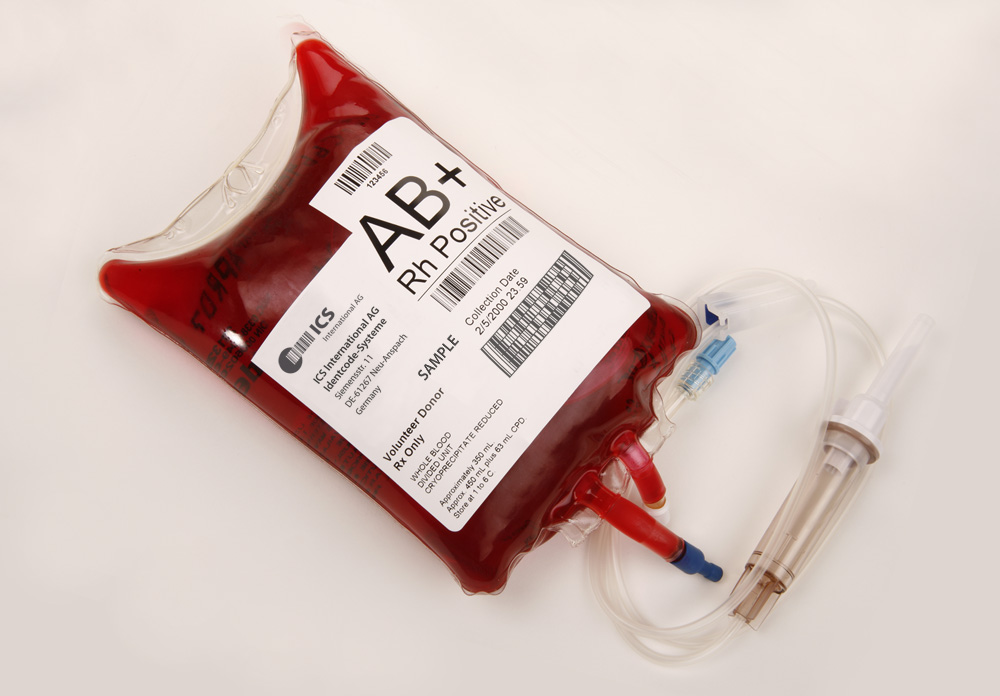
كيس الدم جاهز لنقل الدم.

فقر الدم المعتمد على نقل الدم (بالإنجليزية: Transfusion-dependent anemia) أحد أشكال فقر الدم التي تتميز بالحاجة المستمرة إلى نقل الدم، وهي حالة تنجم عن أمراض متنوعة تترافق مع نقص معدلات البقيا. يحتاج المريض إلى نقل الدم الدوري لتخفيف أعراض فقر الدم عبر زيادة كمية الكريات الحمراء الوظيفية وتعداد الهيموغلوبين. قد تتنوع الأعراض اعتمادًا على شدة الحالة، وأشيعها التعب. تقود أمراض متنوعة إلى هذا النمط من فقر الدم، وأشيعها متلازمات خلل التنسج النخاعي (إم دي إس) والثلاسيميا، ويصعب التشخيص بسبب كثرة الأمراض الكامنة وراء هذا الاضطراب. يحدث الاعتماد على نقل الدم عندما يحتاج المريض إلى نقل أكثر من وحدتي دم وسطيًا كل 28 يومًا على مدى 3 أشهر على الأقل. غالبًا ما يُكشف تشخيص متلازمات خلل التنسج النخاعي في مرحلة إصابة المرضى بفقر الدم، بينما تُشخص الثلاسميا المعتمدة على نقل الدم بناءً على الطفرات المورثية. يمثل مسح المرضى بحثًا عن تغاير اللواقح في مورثات الثلاسيميا أحد خيارات الكشف المبكر.
يُلطف النقل بحد ذاته من أعراض فقر الدم، ويُستخدم في علاج المرض المسبب للاعتماد على نقل الدم. تبلغ العتبة الحدية الموصى بها للخضاب بعد نقل الدم 7 إلى 8 غ/دل، بينما تبلغ العتبة الحرة 9-10 غ/دل. يجب الحصول على المزيد من الأدلة للإجماع على العتبة الأنسب للخضاب المطلوب بعد نقل الدم، وقد تكون المقاربة الفردية أكثر ملاءمةً في هذه الحالة. يمثل فرط حمل الحديد الاختلاط الأساسي للنقل، وهذا يسبب أذيةً للكبد والقلب والنسيج العظمي والغدد الصماء. يُستخدم العلاج بالاستخلاب لتدبير فرط حمل الحديد، وتشمل المستخلبات الأشيع الديفيروكسامين والديفيريبرون والديفيراسيروكس. يُفضل تطبيق العلاج النوعي للمرض المسبب لنقل الدم مباشرةً لتجنب اختلاطات نقل الدم، لكن هذا قد لا يناسب جميع المرضى، وقد يستمر البعض بالاعتماد على نقل الدم الدوري للبقاء على قيد الحياة. يملك فقر الدم المعتمد على النقل إنذارًا سيئًا، لكن يساعد تطوير علاجات استخلاب الحديد على زيادة معدلات البقيا.

## الأعراض والعلامات
قد تبرز أعراض فقر الدم عند المرضى المعتمدين على نقل الدم عند عدم حصولهم على وحدات الدم اللازمة لهم. تشمل أشيع الأعراض صعوبة التنفس والدوخة والخفقان القلبي. قد تتنوع الأعراض وفقًا لشدة المرض. يخفف نقل الدم بعض هذه الأعراض عبر تعويض خلايا الدم والحفاظ على مستويات كافية من الهيموغلوبين، لكن الهدف من تحسين مستويات السعة الكلية لنقل الأكسجين يحمل نتائج متفاوتة.

## الأسباب
هناك العديد من الأسباب الكامنة وراء فقر الدم المعتمد على نقل الدم، وتشمل عادةً الأمراض المؤثرة على الدم.

### الثلاسيميا

#### ثلاسيميا نمط ألفا
يمثل الاستسقاء الجنيني بالهيموغلوبين من نمط بارت أشد أشكال الثلاسيميا ألفا، ويعاني المصابون بهذا النوع من فقر دم شديد خلال المرحلة الجنينية من التطور. اعتُبر هذا النمط قاتلًا في السابق إلى أن تطور علاج خاص به. يصبح الناجون من الاستسقاء الجنيني بالهيموغلوبين بارت معتمدين على نقل الدم في المراحل اللاحقة.

#### ثلاسيميا بيتا
تسبب الثلاسيميا نمط بيتا نقص إنتاج الهيموغلوبين الوظيفي، ويمكن اللجوء إلى نقل الدم للحفاظ على مستويات كافية من الهيموغلوبين. يعاني المصابون بالثلاسيميا بيتا الكبرى من تأثيرات جانبية أشد، ويوصى بنقل الدم لهم مدى الحياة.

#### متلازمات خلل التنسج النخاعي
تشمل متلازمات خلل التنسج النخاعي اضطرابات تسبب إنتاج خلايا دموية معيبة من نخاع العظم ما يؤدي إلى فقر الدم. قد تطلب الحالات الشديدة نقل الدم المستمر، ويصبح نحو 70% من المرضى معتمدين على نقل الدم في مرحلة ما من المرض. قد يعاني المرضى المصنفون بدئيًا من ذوي الخطورة المنخفضة من ترقي المرض نتيجة الاعتماد على نقل الدم عندما تزداد مقاومة الاضطراب للعلاجات البديلة.

## التشخيص
قد يصعب تشخيص فقر الدم المعتمد على نقل الدم بسبب تعدد الأمراض الكامنة وراءه، وبالتالي من المهم تشخيص السببين الرئيسين لهذا الاضطراب (الثلاسيميا بيتا ومتلازمات خلل التنسج النخاعي) إلى جانب بقية أسباب فقر الدم التي تحتاج إلى نقل متكرر.

### فقر الدم المعتمد على نقل الدم
يشابه تشخيص فقر الدم المعتمد على نقل الدم تشخيص الأنماط الأخرى من فقر الدم الذي يعتمد على تعداد الدم الكامل للمريض. يجب فحص وحدات كريات الدم الحمراء المأخوذة من المصاب لتشخيص هذا الاضطراب، ويُعد المحتاجون لنقل وحدتي دم من خلايا الدم الحمراء كل 28 يومًا مصابين بالمرض. يحتاج المرضى المشخصون إلى نقل دم دوري للبقاء على قيد الحياة.

### متلازمات خلل التنسج النخاعي
يصاب 70% من مرضى خلل التنسج النخاعي بفقر الدم المعتمد على نقل الدم، ويمكن أن يساعد تشخيص هذه المتلازمة على كشف الاعتماد على نقل الدم. يصعب تشخيص هذا الاضطراب بسبب التنوع الكبير في الأعراض، وبالتالي يُشخص أغلب المصابين بعد طلب الاستشارة الطبية عند معاناتهم من أعراض فقر الدم.

### ثلاسيميا بيتا
الثلاسيميا بيتا اضطراب جيني يحدث غالبًا نتيجة طفرات تصيب جين الغلوبين بيتا. يستند التشخيص السريري إلى دراسة لطاخة الدم المحيطي الذي يفحص شكل كريات الدم الحمراء، ويتبعه تحليل الخضاب الدموي، ويُؤكد التشخيص بدراسة تتالي الشريط الوراثي. يشمل تحليل الدنا الكشف عن طفرات نوعية في التسلسل الوراثي أو إجراء المسح الجينومي. أظهرت نماذج الطفرات المختلفة عبر تحليل الدنا وجود ثلاثة أنماط من مرضى الثلاسيميا: الثلاسيميا الكبرى والوسطى والصغرى. تغير هذا التصنيف عام 2012 لتسهيل تحويل المرضى الذين يحتاجون إلى نقل الدم للحفاظ على البقيا، وبذلك ينقسم المصابون إلى مرضى ثلاسيميا معتمدين (تي دي تي) وغير معتمدين (إن تي دي تي) على نقل الدم، وهذا استنادًا إلى مستويات الهيموغلوبين القاعدية. تظهر الثلاسيميا الكبرى عادةً في المرحلة الجنينية والمراحل الأولى من الحياة (منذ الولادة إلى ما قبل السنة الثانية من العمر)، ويعتمد جميع المصابين على نقل الدم للبقاء على قيد الحياة. يُعد فقر الدم المرافق لبعض حالات الثلاسيميا الوسطى معتمدًا أيضًا على نقل الدم، وبالتالي يمكن تشخيص أغلب مرضى الثلاسيميا المعتمدة على نقل الدم خلال السنوات الأولى من الحياة، إذ تُلاحظ خلالها حالات شديدة من فقر الدم واضطراب النمو واليرقان وضخامة الكبد والطحال. تشمل القياسات اللازمة لتأكيد التشخيص كلًا من وجود مستويات هيموغلوبين أقل من 7 غ/دل وضخامة الكبد والطحال (أكثر من 5 سم) وبقاء طول المريض ضمن الفئة المئوية العاشرة الأولى من سلم تطور الطول عند الأطفال.

## المسح

### الثلاسيميا
تتوافر برامج مسح خاصة لمرضى الثلاسيميا بين عموم السكان. يُعد الأزواج الفئة الرئيسة المقصودة من هذه البرامج سعيًا للكشف المبكر عن حاملي المرض الذين يحملون خطر ولادة أطفال مصابين بالثلاسيميا. يُجرى المسح الموجه نحوهم عبر تحديد جينات الثلاسيميا متغايرة اللواقح. يمكن مسح الأجنة عبر اختبار الهشاشة التناضحي أحادي الأنبوب (كشف مقاومة خلايا الدم الحمراء للانحلال) واختبارات الكريات الحمراء (قياس حجم الكرية الوسطي وهيموغلوبين الكرية الوسطي) أو اختبارات ترسيب إندوفينول ثنائي كلور الفينول (الكشف عن الطفرة الجينية).